# 中郷村 (岐阜県)
中郷村（なかごうむら）は、かつて岐阜県安八郡に存在した村である。
現在の安八郡輪之内町中郷に該当する。

## 歴史
- 江戸時代初期、中郷村の南で新田開発が行われ、中郷新田（現・輪之内町中郷新田）ができる。
- 1889年（明治22年）4月1日 - 町村制により、中郷村が発足。
- 1897年（明治30年）4月1日 - 福束村、里村、本戸村、南波村、塩喰村と合併し、改めて福束村が発足。同日中郷村廃止。